# 宗慶大塚古墳
座標: 北緯35度25分48.7秒 東経136度40分1.5秒 / 北緯35.430194度 東経136.667083度

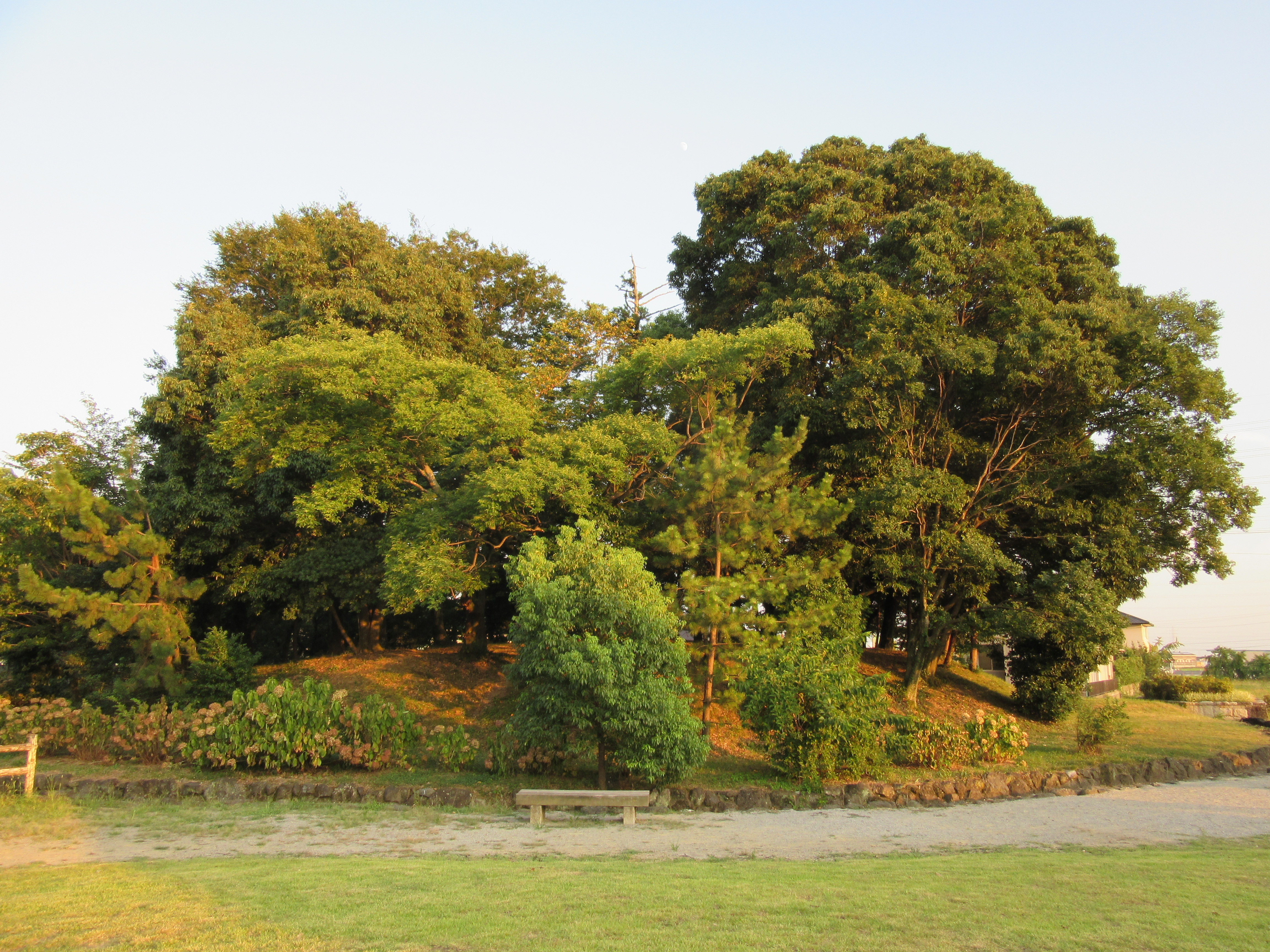
宗慶大塚古墳

宗慶大塚古墳（そうけおおつかこふん）とは、岐阜県本巣市宗慶にある前方後円墳。岐阜県指定史跡に指定されている。
宗慶古墳、大塚古墳ともいう。

## 概要
- 古墳時代前期（4世紀後半～5世紀前半）の古墳であり、被葬者は不明である。一説によれば、美濃国造（三野前国造・本巣国造）神大根王（彦坐王の子。開化天皇の孫）の墓という。
- 前方部はかなりの箇所が崩壊しており、原形をとどめていない。また、後円部も土が流れ落ちて低くなっている。
- 周囲は大塚古墳公園として整備されている[2]。周濠跡は散策道として復元されている。

- 墳形：前方後円墳
- 規模：（現在の状況）
  - 全長　82m
  - 後円部径　42.3m
  - 後円部高さ　4.2m
  - 前方部長　31m

## 所在地
- 岐阜県本巣市宗慶河原田390

## 交通アクセス

### 鉄道
樽見鉄道
北方真桑駅より約4km

### バス
岐阜バス
- 大野真正北方線「JA真正支店前」バス停下車、徒歩8分

JR岐阜駅バスターミナル（岐阜駅北）8番のりば、または名鉄岐阜のりば（名鉄岐阜駅西）6番のりばより「イオンタウン本巣」「大野バスセンター」行き。
本巣市市営バス
- 弾正線「真正分庁舎」バス停下車、徒歩15分